# Kamenz
Kamenz (szorb nyelven Kamjenc) egy város Szászországban, Németországban. Lakossága 2012-ben 15 432 fő volt.
Kamenz nevezetességei között van a Lessingmuseum, a St. Marien templom, a St. Annen, azaz a Szent Anna-templom, a Begrabniskirche St. Just.
A Lessing-museum mellett található a Museum der Westlausitz helytörténeti tár. A Lessingmuseum alapkőletételére 1929-ben került sor.

## Városrészei
- Bernbruch
- Biehla
- Brauna
- Cunnersdorf
- Deutschbaselitz (Němske Pazlicy)
- Gelenau
- Hausdorf
- Hennersdorf
- Jesau (Jěžow)
- Kamenz (Kamjenc)
- Liebenau
- Lückersdorf
- Petershain
- Rohrbach
- Schiedel (Křidoł)
- Schönbach
- Schwosdorf
- Thonberg (Hlinowc)
- Wiesa (Brěznja)
- Zschornau
- Čornow

## Történetéről
Először 1225-ben említik, 1319-ben vált függetlenné. A történelem során Cseh Királysághoz (1319–1469, 1490–1635) és a Magyar Királysághoz (1469–1490) is tartozott.
1707-ben a városban tűz pusztított. Itt született 1729-ben Gotthold Ephraim Lessing drámaíró, dramaturg, ő is öregbítette a város hírnevét. Lessing tiszteletére 1863-ban szobrot emeltek, 1929-ben múzeumot alapítottak.

## Gazdasága
A városban működik a Daimler járműgyártó konszern első akkumulátorgyára. Tervek szerint 2019-ben elkészül a cég itteni második akkumulátorgyára is.

## Testvérvárosai
- Alzey, Németország
- Kolín, Csehország
- Karpacz, Lengyelország